# Black Girls Code
Black Girls CODE (BGC) és una organització sense ànim de lucre que se centra a proporcionar educació tecnològica a les noies afroamericanes. Kimberly Bryant, enginyera elèctrica que havia treballat en biotecnologia durant més de 20 anys, va fundar Black Girls Code el 2011 per rectificar la subrepresentació de les dones i les nenes afroamericanes a la indústria tecnològica. L’organització ofereix ensenyaments de programació, codificació i creació d’aplicacions per a llocs web, robots i dispositius mòbils, amb l’objectiu de proporcionar als joves afroamericans les habilitats necessàries per ocupar algunes de les 4 milions d'ocupacions informàtiques disponibles als EUA el 2020.

## Fundació
Bryant es va inspirar a iniciar BGC després que la seva filla videojugadora, Kai, va assistir a un campament d’estiu d'informàtica i es va decebre de l'experiència. La seva filla formava part d'un grapat de noies que eren al camp i era l'única noia afroamericana present. També va assenyalar que els nois del camp van rebre molta més atenció dels consellers que les poques noies que hi havia. En una entrevista amb Ebony, Bryant va declarar: "Volia trobar una manera de comprometre i interessar la meva filla per convertir-se en una creativa digital en lloc de ser només una consumidora, i no vaig trobar altres programes dirigits a noies com ella de comunitats poc representades".
El 2011, Bryant va convèncer els seus col·legues de Genentech per crear un pla d’estudis de codificació de sis setmanes per a Girls of Color. La seva primera sèrie educativa va començar al soterrani d’una institució de preparació universitària i hi va assistir una dotzena de noies, inclosa la seva filla. El gener de 2012, una empresa de consultoria tecnològica anomenada ThoughtWorks va invertir en la iniciativa de Bryant, proporcionant-li accés a l'espai i als recursos i permetent a l’organització prosperar en una organització sense ànim de lucre reconeguda internacionalment. El desembre de 2019, BGC tenia un total de 15 capítols.

## Organització

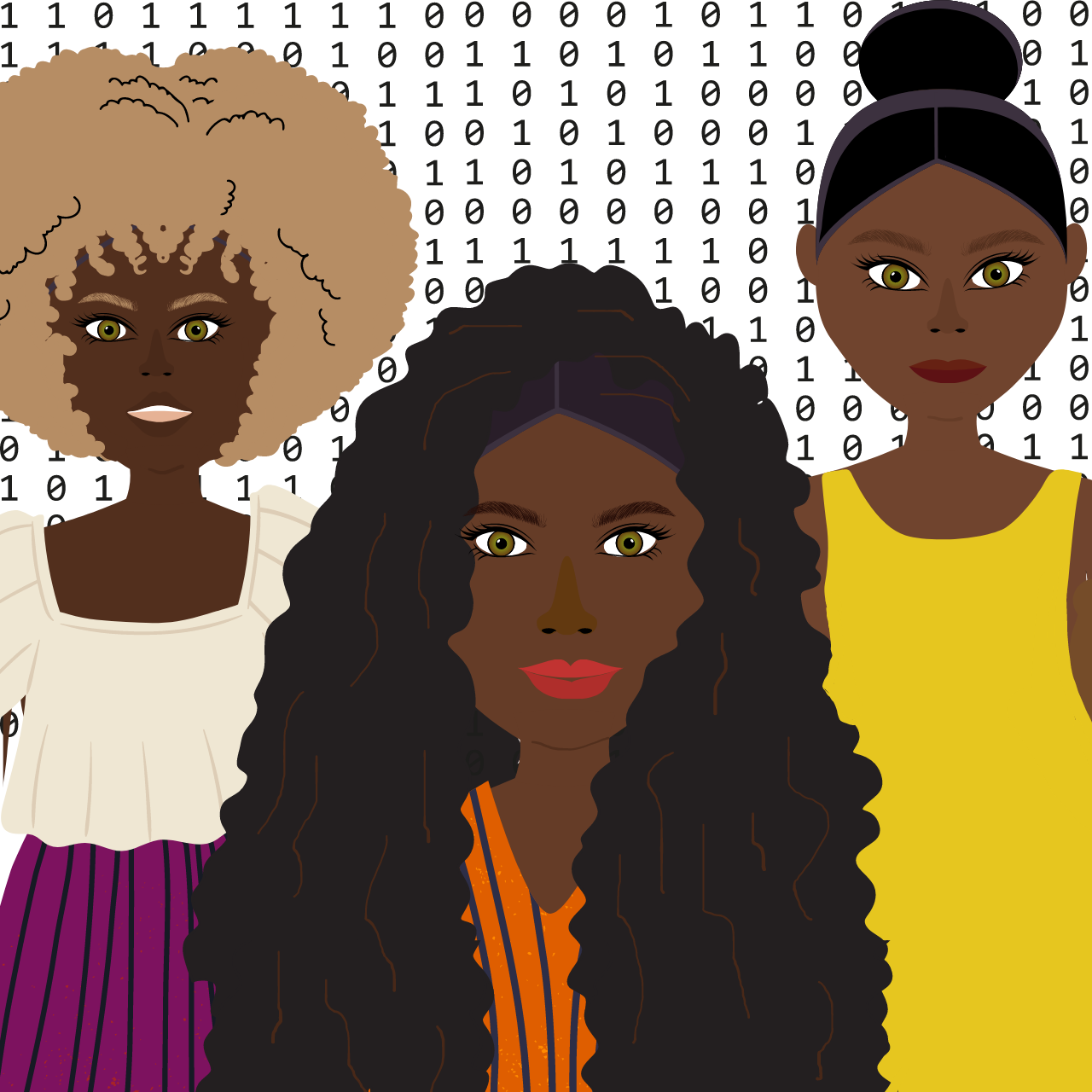
Il·lustració gràfica de Black Girls CODE.

BGC s'ha convertit en un fenomen de ràpid creixement, que s'expandeix ràpidament als EUA i a l'estranger. Amb seu a Oakland (Califòrnia), l'organització va créixer fins a 2.000 estudiants l’agost de 2013 dins de les set institucions establertes operant a set estats dels Estats Units, així com a Johannesburg, Sud-àfrica. BGC intenta duplicar el seu abast afegint capítols als EUA i Àfrica durant els pròxims dos anys. BGC també organitza tallers bilingües en col·laboració amb Latino Startup Alliance. Així, l'objectiu final de BGC és "créixer per formar un milió de noies el 2040 i convertir-se en les 'noies exploradores' de la tecnologia".
BGC depèn d’un ampli grup de voluntaris per dissenyar i realitzar classes i tallers. Professionals del sector de TI comparteixen la seva experiència amb les joves estudiants, ajudant-les a conèixer els fonaments del disseny de programari en idiomes com Scratch o Ruby on Rails. Les activitats extraescolars s'alternen amb tallers de tot un dia; i durant l'estiu es fa un curs ampliat.
BGC es basa principalment en donacions per finançar les seves activitats; i actualment, el 75% d’estudiants estan becades.
El lema del Black Girls CODE és: "Imagineu. Construïu. Creeu. - Imagineu-vos un món on tothom tingui les eines per tenir èxit i, a continuació, ajudeu-nos a construir maneres perquè tothom pugui accedir a la informació i crear una nova era de dones de color en la tecnologia".

## Premis i subvencions
Black Girls CODE va rebre una subvenció de 50.000 dòlars de la campanya de la comunitat Azure Development el gener de 2014. Bryant també va rebre una "Standing O-vation" presentada per Oprah Winfrey i Toyota el novembre de 2014.
L’agost del 2015, Bryant va rebutjar una subvenció de 125.000 dòlars de l’aplicació Uber per compartir viatges, que va definir la mesura com a desconeguda i “impulsada per les relacions públiques”. També va criticar Uber per oferir a Girls Who Code 1,2 milions de dòlars, una quantitat gairebé deu vegades més gran.
| « | (anglès) We were not happy with some of the things that were occurring in the organization around the treatment of women as well as the treatment of underrepresented minorities […] We also wanted to make sure that we were supported in a way that we felt we deserved. | (català) No estàvem contentes amb algunes de les coses que s'estaven produint a l’organització al voltant del tractament de les dones i del tractament de les minories poc representades […] També volíem assegurar-nos que ens donaven suport d’una manera que creiem que mereixíem. | » |
| — GUYNN, Jessica Guynn. Lyft riders can now round up fares and donate to Black Girls Code. Technology News Today - USATODAY | | |   |

El febrer de 2018, Black Girls CODE va anunciar una associació amb el competidor d’Uber, Lyft, com a part del seu programa Round Up & Donate.